# حدیث دوازده خلیفه

جابر بن سمره: از رسول خدا (ص) شنیدم که فرمود: «اسلام پیوسته عزیز خواهد بود تا دوازده خلیفه بر مسلمانان حکومت کنند»، سپس سخنی فرمود که من نفهمیدم، پس به پدرم گفتم پیامبر چه فرمود؟ گفت، فرمود «تمام آنها از قریشند».

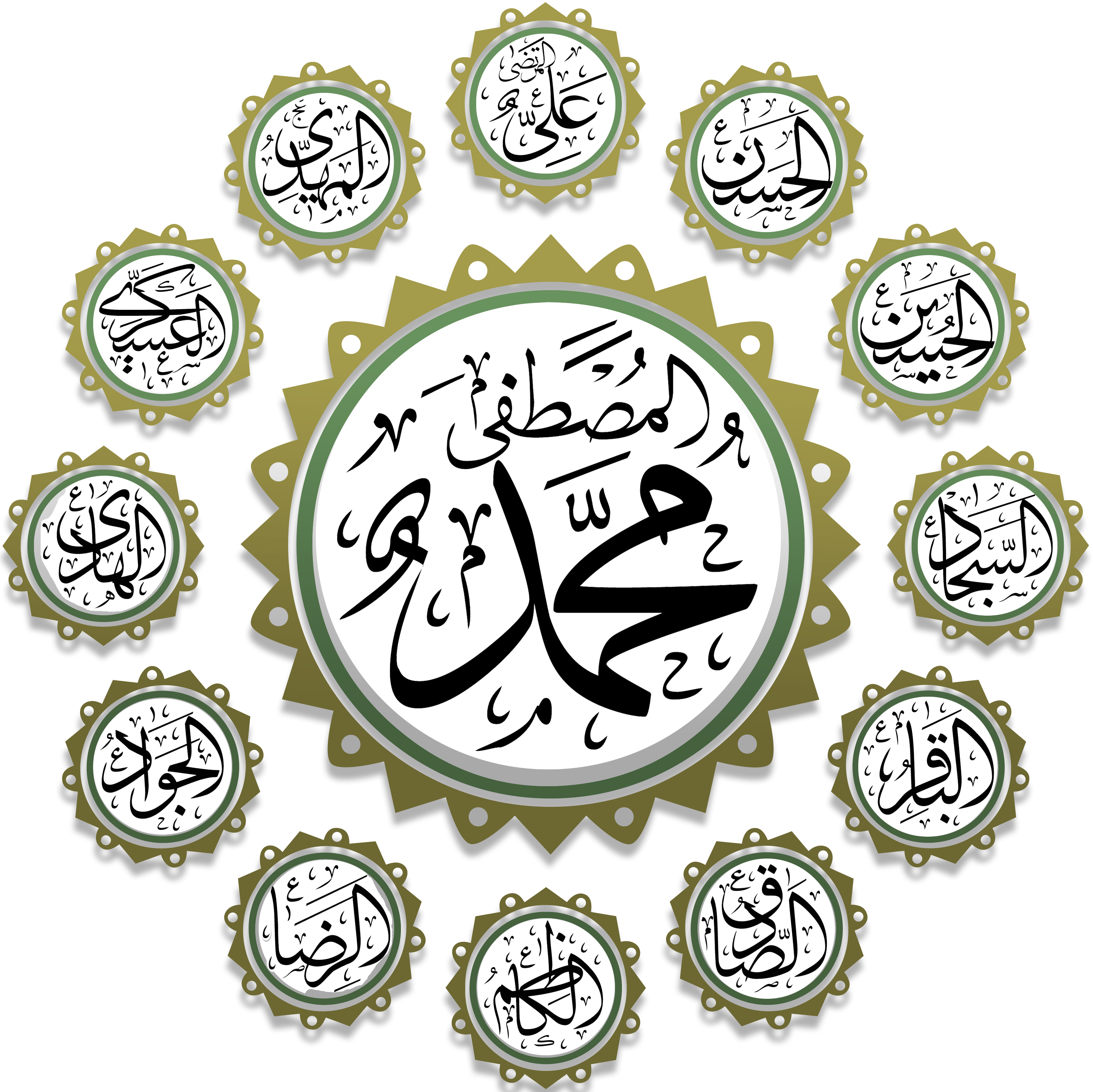
حدیث دوازده خلیفه ازحضرت محمد(ص)نسب داده شده و حدیث ها از دوازده امام بزرگوار یعنی
امیرالمومنین امام علی(ع)
،امام حسن(ع)،
امام حسین(ع)،
امام سجاد(ع)،
امام باقر(ع)
،امام صادق(ع)
،امام کاظم(ع)،
امام رضا(ع)،
امام جواد(ع)،
امام هادی(ع)
،امام حسن عسکری(ع) و
حضرت مهدی(ع) منسوب است. و در میان اهل تشیع بسیار مشهور است

حدیث دوازده جانشین، یا خلیفه (عربی: حدیث الاثنی عشر خلیفة) یک پیشگویی اسلامی است که به محمد، پیامبر اسلام نسبت داده می‌شود. این حدیث در میان شیعیان دوازده‌امامی بسیار مشهور است، از آنجایی که آنان اعتقاد دارند تفسیر این حدیث با دوازده امام شیعه برآورده شده‌است. این حدیث (که به عنوان حدیثی صحیح، شناخته می‌شود) به‌طور گسترده به وسیلهٔ همهٔ گروه‌های مسلمانان پذیرفته شده‌است. اما تفاسیر گوناگونی از آن ارائه شده‌است.

## پیشگویی کتاب مقدس
اما در مورد اسماعیل نیز خواسته‌ی تو را اجابت نمودم و او را برکت خواهم بخشید و نسل او را چنان زیاد خواهم کرد که قوم بزرگی از او به وجود آید؛ و دوازده پادشاه از میان آنان برخواهد خواست.

## دیدگاه اهل‌سنت
این حدیث در بیشتر کتاب های معتبر اهل سنت آمده است که می توان به حافظ ابو عبدالله بخاری در کتاب صحیح بخاری، مسلم نیز در صحیح مسلم، ترمذی در سنن، احمد حنبل نیز در مسند احمد و حاکم نیشابوری در مستدرک اشاره کرد.
در صحیح بخاری حدیث دوازده خلیفه توسط جابر بن سمره از محمد مصطفی با تعبیر دوازده امیر نقل شده است: جَابِر بْنَ سَمُرَةَ قَالَ سَمِعْتُ النَّبِی، یقُولُ: یکونُ اِثْنی عَشَرَ اَمیراً فَقالَ کلِمَهً لَمْ اَسْمَعْها، فَقالَ اَبی اِنَّهُ قالَ کلُّهُم مِنْ قُرَیشٍ. او می‌گوید: از محمد مصطفی شنیدم که فرمود: «دوازده امیر خواهد بود. آن گاه سخنی گفت که من آن را نشنیدم. پدرم گفت فرمودند: همه آنان از قریشند»
از میان اهل‌سنت شافعیان به دوازده امام و خلافت حضرت علی بعد از پیامبر ایمان دارند.

## دیدگاه شیعیان
این حدیث نزد شیعیان جزو احادیث متواتر می باشد که بسیاری از آن را محمد مصطفی شنیده اند و نقل کرده اند. این حدیث را ۳۶ نفر با مضمون های مختلف و شبیه به هم نقل کرده اند که بیشتر آنها این روایت از جابر بن سمره سوائی نقل کرده اند.
علامه مجلسی در کتاب بحارالانوار نقل کرده است: جابر که از محمد مصطفی منظور از اولی‌الامر در آیه اطاعت را می‌پرسد. محمد مصطفی فرمود: آن‌ها جانشینان و پیشوایان بعد از من هستند. اول آن‌ها علی بن ابی طالب، بعد حسن سپس حسین، بعد علی بن الحسین سپس محمّد بن علی که در تورات معروف به باقر است و تو او را خواهی دید وقتی او را ملاقات کردی سلام مرا به او برسان. سپس صادق جعفر بن محمّد بعد موسی بن جعفر سپس علی بن موسی بعد محمّد بن علی سپس علی بن محمّد آن گاه حسن بن علی سپس هم نام و هم کنیه من حجة اللَّه در زمین و بقیة اللَّه در بین مردم پس از حسن بن علی، آن کسی که خداوند به دست او شرق و غرب را فتح می‌کند.